# Pauli Jaks
Pauli Jaks (Sciaffusa, 25 gennaio 1972) è un allenatore di hockey su ghiaccio ed ex hockeista su ghiaccio svizzero.
Pauli è fratello di Peter Jaks, anch'egli ex-nazionale svizzero di hockey su ghiaccio.

## Carriera
Ha giocato per 13 stagioni nell'Hockey Club Ambrì Piotta contabilizzando 41 shutout in 516 partite, ossia una delle miglior medie shutout a partita della lega svizzera.
Per due stagioni (1993-94/94-95) ha giocato in Nord America (Phoenix Roadrunner in IHL), ed è stato il primo giocatore svizzero a debuttare in NHL nel 1993 con i Los Angeles Kings, in cui allora giocava Wayne Gretzky. Finita l'avventura nordamericana è rientrato in Svizzera nel suo club d'origine, l'HCAP, dove ha contribuito alla vittoria di due Continental Cup e di una Supercoppa IIHF.
A conclusione della stagione 2003-04, annunciata la separazione definitiva con l'Hockey Club Ambri Piotta, il Fans club BL15 riservò in suo onore un tributo speciale a testimonianza dell'affetto, della stima e della gratitudine per tutto quanto fatto da Pauli Jaks nella sua carriera per i colori biancoblù.
Nella stagione 2004-05 ha tentato con scarso successo l'avventura in Russia nell'Avangard Omsk. A metà stagione è rientrato in Svizzera, a Langnau, senza però riuscire ad evitare alla società la condanna ai play-out.
Il 2005-06 è stata l'ultima stagione da professionista di Pauli Jaks, che, dopo un inizio di stagione in serie B col HC Forward Morges, è stato chiamato ingaggiato dal Ginevra-Servette. La stagione si è conclusa al penultimo posto in regular season con conseguente partecipazione ai play-out.
Nel giugno 2006 è divenuto preparatore dei portieri dell'Hockey Club Ambrì Piotta, nonché responsabile delle squadre juniores della società leventinese.
Pauli Jaks, legato sentimentalmente alla famiglia Croce, è stato la guida dell'attuale portiere dell'HCAP Lorenzo Croce.

## Statistiche
Statistiche aggiornate a luglio 2011.

### Giocatore

#### Club
| Stagione  | Squadra             | Stagione regolare | Stagione regolare | Stagione regolare | Stagione regolare | Playoff | Playoff | Playoff |
| Stagione  | Squadra             | Lega              | P                 | GAA               | SVS%              | P       | GAA     | SVS%    |
| --------- | ------------------- | ----------------- | ----------------- | ----------------- | ----------------- | ------- | ------- | ------- |
| 1989-1990 | Ambrì-Piotta        | NLA               | 8                 | 5.42              | -                 | 0       | -       | -       |
| 1990-1991 | Ambrì-Piotta        | NLA               | 22                | 4.91              | -                 | 4       | 6.52    | -       |
| 1991-1992 | Ambrì-Piotta        | NLA               | 33                | 3.06              | -                 | 9       | 3.78    | -       |
| 1992-1993 | Ambrì-Piotta        | NLA               | 29                | 3.32              | -                 | 9       | 3.41    | -       |
| 1993-1994 | Phoenix Roadrunners | IHL               | 33                | 3.54              | 0.892             |         |         |         |
| 1994-1995 | Phoenix Roadrunners | IHL               | 15                | 4.15              | 0.873             |         |         |         |
|           | Los Angeles Kings   | NHL               | 1                 | 3                 | 0.92              |         |         |         |
| 1995-1996 | Ambrì-Piotta        | NLA               | 32                | 3.5               | -                 | 6       | 4       | -       |
| 1996-1997 | Ambrì-Piotta        | NLA               | 42                | 3.59              | -                 |         |         |         |
| 1997-1998 | Ambrì-Piotta        | NLA               | 30                | 2.95              | -                 | 3       | 4.26    | -       |
| 1998-1999 | Ambrì-Piotta        | NLA               | 42                | 2.21              | -                 | 15      | 2.01    | -       |
| 1999-2000 | Ambrì-Piotta        | NLA               | 39                | 2.5               | -                 | 9       | 2.98    | -       |
| 2000-2001 | Ambrì-Piotta        | NLA               | 38                | 2.89              | -                 | 5       | 0.94    | -       |
| 2001-2002 | Ambrì-Piotta        | NLA               | 41                | 2.51              | -                 | 6       | 2.3     | -       |
| 2002-2003 | Ambrì-Piotta        | NLA               | 36                | 2.86              | -                 | 4       | 3.77    | -       |
| 2003-2004 | Ambrì-Piotta        | NLA               | 26                | 3.2               | -                 | 0       | -       | -       |
| 2004-2005 | Avangard Omsk       | Russia            | 8                 | 2.29              | -                 | -       | -       | -       |
|           | Langnau             | NLA               | 21                | 3.69              | -                 | -       | -       | -       |
|           |                     | Playout           | 6                 | 3.43              | -                 | -       | -       | -       |
| 2005-2006 | Genève-Servette     | NLA               | 1                 | 10.34             | -                 |         |         |         |
|           | Forward Morges      | NLB               | 10                | 3.4               | -                 |         |         |         |

#### Nazionale
| Stagione  | Livello         | Risultati    | Risultati | Risultati | Risultati |
| Stagione  | Livello         | Competizione | P         | GAA       | SVS%      |
| --------- | --------------- | ------------ | --------- | --------- | --------- |
| 1989-1990 | Switzerland U18 | EJC-18       | 4         | 5.77      | 0.775     |
| 1990-1991 | Switzerland U20 | WJC-20       | 5         | 5         | -         |
| 1991-1992 | Switzerland U20 | WJC-20       | 5         | 6.2       | 0.828     |
| 1995-1996 | Switzerland     | WC B         | 1         | 1         | 0.944     |
| 1998-1999 | Switzerland     | WC           | 0         | -         | -         |
| 1999-2000 | Switzerland     | WC           | 0         | -         | -         |

### Allenatore

#### Club
| Stagione  | Squadra | Lega | Ruolo             | Note |
| --------- | ------- | ---- | ----------------- | ---- |
| 2009-2010 | Sierre  | NLB  | Goaltending Coach |      |
| 2010-2011 | Sierre  | NLB  | Goaltending Coach |      |
| 2011-2012 | Sierre  | NLB  | Goaltending Coach |      |

#### Nazionale
| Stagione  | Squadra               | Competizione     | Ruolo             | Note |
| --------- | --------------------- | ---------------- | ----------------- | ---- |
| 2006-2007 | Switzerland U17 (all) | International-Jr | Goaltending Coach |      |
| 2007-2008 | Switzerland U18 (all) | International-Jr | Goaltending Coach |      |
| 2010-2011 | Switzerland U17 (all) | International    | Goaltending Coach |      |
|           | Switzerland U18       | WJC-18           | Goaltending Coach |      |
| 2011-2012 | Switzerland U18 (all) | International-Jr | Goaltending Coach |      |

## Palmarès

### Individuale
- Lega Nazionale A:

1991-92: goalie of the Year
- Campionato del mondo U20:

1990-91: All-Star Team
1990-91: Best Goaltender